# Милодеж
Милодеж — деревня в Ям-Тёсовском сельском поселении Лужского района Ленинградской области.

## История
МИЛОДЕЖ — деревня при реке Оредеж. Запередольского сельского общества, прихода села Никольского.
 
Крестьянских дворов — 40. Строений — 270, в том числе жилых — 39. Две маслобойни, пять ветряных мельниц.

Число жителей по семейным спискам 1879 г.: 108 м. п., 198 ж. п.; по приходским сведениям 1879 г.: 106 м. п., 110 ж. п.

В конце XIX — начале XX века деревня административно относилась к Тёсовской волости 3-го стана 3-го земского участка Новгородского уезда Новгородской губернии.

МИЛОДЕЖ — деревня Запередольского сельского общества, дворов — 51, жилых домов — 51, число жителей: 124 м. п., 136 ж. п. 

Занятия жителей — земледелие, выпас телят. Часовня, хлебозапасный магазин, две мелочные лавки. (1907 год)

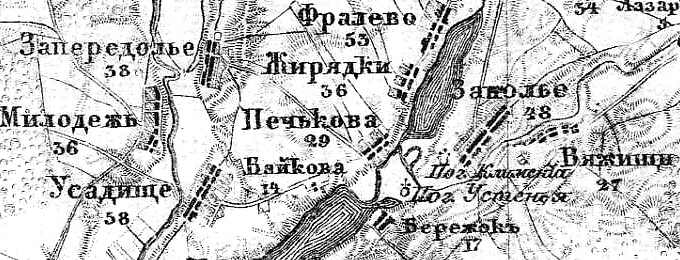
Деревня Милодеж на карте 1915 года

Согласно карте из «Исторического атласа Санкт-Петербургской Губернии» 1915 года деревня называлась Милодежь насчитывала 36 крестьянских дворов.
С 1917 по 1927 год деревня Милодежь входила в состав Тёсовской волости Новгородского уезда Новгородской губернии.
С 1927 года, в составе Горынского сельсовета Оредежского района.
В 1928 году население деревни Милодежь составляло 219 человек.
По данным 1933 года деревня Милодежь входила в состав Горынского сельсовета Оредежского района.
C 1 августа 1941 года по 31 января 1944 года деревня находилась в оккупации.
С 1950 года, в составе Печковского сельсовета.
С 1959 года, в составе Лужского района.
В 1965 году население деревни Милодежь составляло 116 человек.
По данным 1973 и 1990 годов деревня Милодеж входила в состав Приозёрного сельсовета.
В 1997 году в деревне Милодеж Приозёрной волости проживали 50 человек, в 2002 году — 47 человек (все русские).
В 2007 году в деревне Милодеж Ям-Тёсовского СП проживали 29 человек, в 2010 году — 30, в 2013 году — 26.

## География
Деревня расположена в восточной части района на автодороге 41К-662 (Оредеж — Тёсово-4 — Чолово).
Расстояние до административного центра поселения — 14 км. 
Деревня находится на правом берегу реки Оредеж

## Демография
| 1879 | 1909 | 1928 | 1965 | 1997 | 2007 | 2010 |
| ---- | ---- | ---- | ---- | ---- | ---- | ---- |
| 306  | ↘260 | ↘219 | ↘116 | ↘50  | ↘29  | ↗30  |
| 2013 | 2017 |      |      |      |      |      |
| ↘26  | ↗30  |      |      |      |      |      |

## Улицы
Зелёная, Центральная.